# Arbeitsamty w okupowanej Polsce

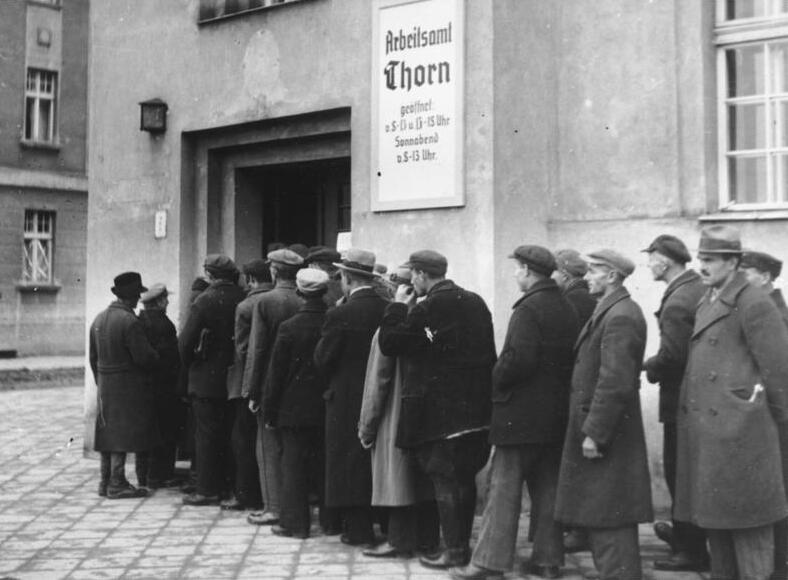
Polacy przed biurem Arbeitsamtu w okupowanym Toruniu, październik 1939

Arbeitsamty w okupowanej Polsce – urzędy pracy, które w czasie II wojny światowej były tworzone przez nazistowskie władze niemieckie na okupowanych ziemiach polskich. 
Arbeitsamty były organami administracji cywilnej. Ich podstawowym zadaniem było ewidencjonowanie polskiej siły roboczej oraz kształtowanie polityki zatrudnienia w sposób, który umożliwi jej maksymalną eksploatację na rzecz III Rzeszy. Arbeitsamty odgrywały kluczową rolę podczas wywózek Polaków na roboty przymusowe do Niemiec. Z tego powodu ich działalność spotykała się zarówno z biernym oporem ludności, jak i zbrojnym przeciwdziałaniem ze strony polskiego ruchu oporu.

## Geneza
W nazistowskich Niemczech aż do 1942 roku za całość spraw związanych z realizacją polityki zatrudnienia odpowiadało Ministerstwo Pracy Rzeszy (Reichsarbeitsministerium). Od 1938 roku ministerstwu podlegały państwowe urzędy pracy (Arbeitsamt). Przyznano im wtedy monopol w zakresie pośrednictwa pracy. W tym samym roku ograniczono swobodę niemieckich pracowników w odniesieniu do zmiany miejsca zatrudnienia, a także wprowadzono mechanizm urzędowego skierowania do pracy. Po wybuchu II wojny światowej rozwiązanie stosunku pracy stało się w Niemczech możliwe dopiero po uzyskaniu zgody Arbeitsamtu. W 1942 roku Arbeitsamty wraz z całym aparatem wykonawczym Reichsarbeitsministerium zostały podporządkowane Generalnemu Pełnomocnikowi ds. Zatrudnienia (Generalbevollmächtigte für den Arbeitseinsatz), Fritzowi Sauckelowi.
1 września 1939 roku Niemcy rozpoczęły zbrojną agresję przeciwko Polsce. Od pierwszych dni wojny władze nazistowskie podejmowały działania, które miały na celu maksymalną eksploatację polskiej siły roboczej. Przymusem pracy objęto w pierwszym rzędzie ludność, która zamieszkiwała na ziemiach wcielonych do Rzeszy. Był on egzekwowany na podstawie różnych lokalnych zarządzeń i objął osoby w wieku od 14 do 65 lat, a czasami nawet osoby do 70. roku życia. Niedługo później, rozporządzeniem Hansa Franka z 26 października 1939 roku, obowiązek pracy dla Polaków i przymus pracy dla Żydów wprowadzono na terenie Generalnego Gubernatorstwa. Dotknął on początkowo osoby w wieku od 18 do 60 lat, później także młodzież od 14. roku życia.
Głównym narzędziem realizacji polityki zatrudnienia stały się Arbeitsamty. Zadanie ich zorganizowania na okupowanych ziemiach polskich powierzono Krajowym Urzędom Pracy (Landesarbeitsamt), które funkcjonowały w III Rzeszy na szczeblu prowincjonalnym. Jeszcze przed wybuchem wojny stosowne wytyczne w tej sprawie otrzymały krajowe urzędy w Brandenburgii, w Prusach Wschodnich, na Pomorzu i na Śląsku. Ten ostatni (Landesarbeitsamt Schlesien z siedzibą we Wrocławiu) obarczono obowiązkiem zorganizowania Arbeitsamtów na terenach centralnej Polski, które weszły później w skład Generalnego Gubernatorstwa.

## Tworzenie Arbeitsamtów na okupowanych ziemiach polskich

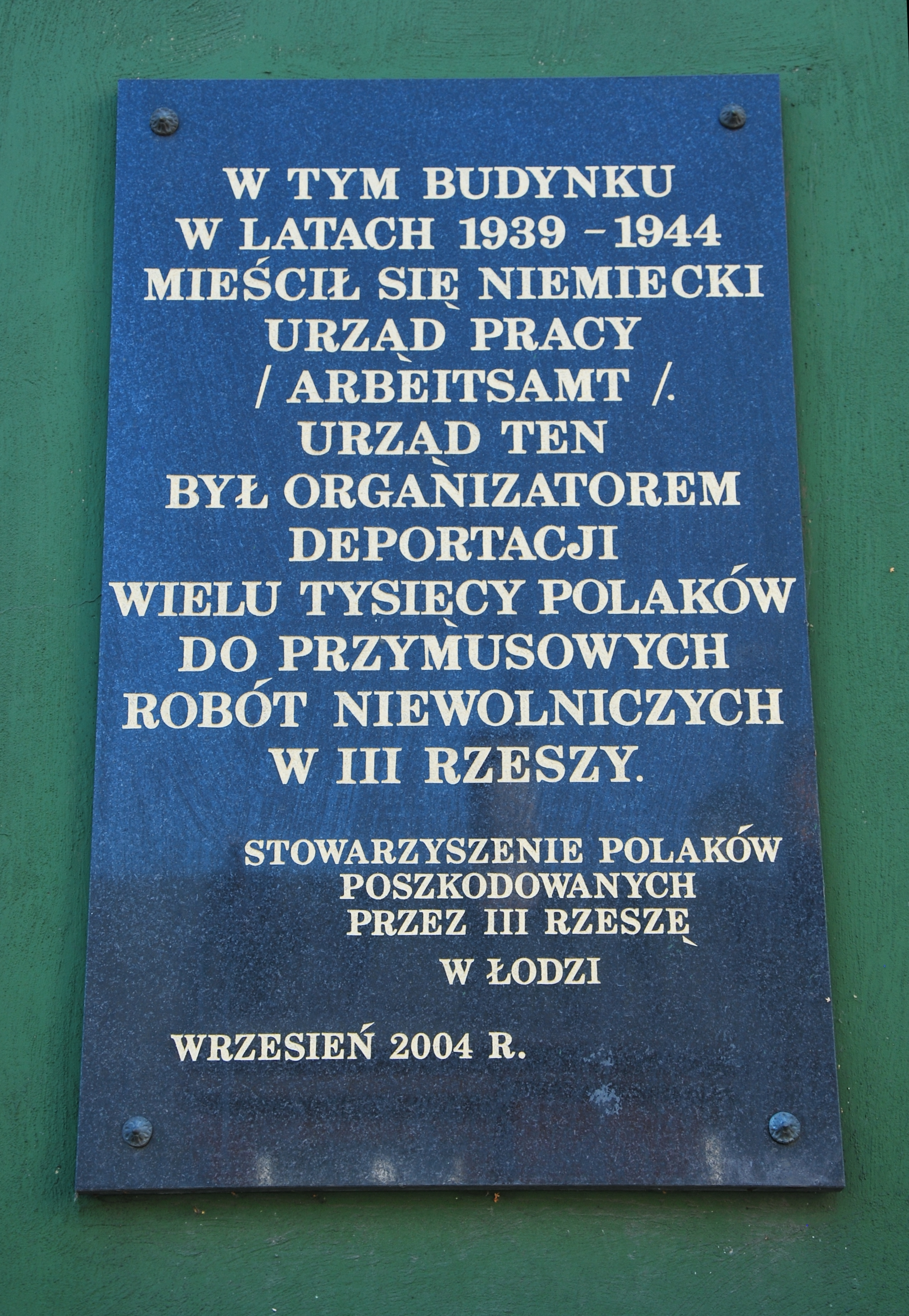
Tablica pamiątkowa w Zgierzu upamiętniająca działalność Arbeitsamtu w tym mieście

Proces tworzenia Arbeitsamtów na okupowanych ziemiach polskich rozpoczął się jeszcze przed zakończeniem kampanii wrześniowej. W wyznaczonych z góry miastach, niezwłocznie po ich zajęciu przez Wehrmacht, Krajowe Urzędy Pracy tworzyły swoje filie, które z czasem przekształcano w pełnoprawne urzędy pracy. Arbeitsamty otrzymały zadanie jak najszybszego zewidencjonowania polskiej siły roboczej oraz rozpoczęcia wywozu robotników na prace przymusowe w III Rzeszy.
Pierwszy Arbeitsamt utworzono 3 września 1939 roku w Rybniku. Następnego dnia uruchomiono urząd pracy w Starogardzie Gdańskim, a 8 września – w Bydgoszczy i Tczewie. Do 8 września uruchomiono także Arbeitsamty w Lublińcu i Tarnowskich Górach. Między 8 a 21 września zorganizowano natomiast urzędy pracy w Częstochowie, Piotrkowie Trybunalskim, Radomsku, Kielcach, Sandomierzu, Radomiu, Krakowie, Nowym Sączu i Tarnowie.  
Do połowy września 1939 roku na okupowanych ziemiach polskich działało już 30 Arbeitsamtów, a z końcem tego miesiąca ich liczba wzrosła do siedemdziesięciu. Między innymi, do 20 września na terenach Wielkopolski uruchomiono 15 urzędów oraz 17 filii. Z kolei na terenach Górnego Śląska, wcielonych później w skład rejencji katowickiej, już w połowie września działało 13 urzędów oraz 15 filii. Do połowy października w samych tylko województwach zachodnich II Rzeczpospolitej uruchomiono 115 Arbeitsamtów. W tymże miesiącu Niemcy przystąpili do tworzenia Arbeitsamtów na terenie przyszłych dystryktów lubelskiego i warszawskiego.
Arbeitsamty były jednymi z pierwszych organów niemieckiej administracji cywilnej, które zaczęły funkcjonować na okupowanych ziemiach polskich. Początkowo prowadziły działalność niezależnie od siebie, a także niezależnie od administracji pracy w „starej Rzeszy”, współpracując jedynie z lokalnymi komendanturami Wehrmachtu.
W drugiej połowie października 1939 roku, po ostatecznym ukształtowaniu się struktur niemieckiej administracji cywilnej na okupowanych ziemiach polskich, Arbeitsamty stały się elementem okupacyjnej administracji pracy. W jednostkach administracyjnych, które utworzono na ziemiach wcielonych do Rzeszy, za całość spraw związanych z administracją pracy odpowiadały Krajowe Urzędy Pracy (od 1 sierpnia 1943 – Okręgowe Urzędy Pracy). Podlegały im Główne Urzędy Pracy (Hauptstelle), ulokowane w stolicach poszczególnych rejencji, oraz ich filie (Nebenstelle), tworzone w miastach powiatowych. Szefowie Krajowych Urzędów Pracy pełnili równolegle funkcję pełnomocników Powiernika Rzeszy do spraw Pracy (Der Bevollmächtigte des Reichstreuhänders der Arbeit).
Znacznie bardziej scentralizowaną strukturę miała administracja pracy w Generalnym Gubernatorstwie. Jej najwyższym organem był Główny Wydział Pracy w Rządzie Generalnego Gubernatorstwa. Podlegały mu wydziały pracy w urzędach szefów poszczególnych dystryktów (Abteilung Arbeit), które pełniły rolę analogiczną do Krajowych Urzędów Pracy w „starej Rzeszy”. Wydziałom tym były z kolei bezpośrednio podporządkowane Arbeitsamty oraz ich filie.
O znaczeniu administracji pracy świadczyć może fakt, że funkcjonowała ona odrębnie od istniejącej w ramach aparatu okupacyjnego ogólnej administracji gospodarczej.

## Arbeitsamty w Generalnym Gubernatorstwie
W Generalnym Gubernatorstwie Arbeitsamty były organizowane w miastach, które miały status siedziby powiatu. Ich zasięg terytorialny obejmował natomiast obszar co najmniej dwóch powiatów. Zasięg działania ich filii (Aussenstelle, Nebenstelle) obejmował z kolei jeden powiat. Arbeitsamtom podlegały również placówki pomocnicze (Hilfsstelle), obejmujące swoim zasięgiem obszar kilku gmin. Ponadto w razie potrzeby – zazwyczaj na czas większych akcji werbunkowych – w najbardziej odległych miejscowościach tworzono tymczasowe „punkty oparcia” (Stützpunkte).
Maria Wardzyńska podaje, że struktura urzędów pracy w Generalnym Gubernatorstwie przedstawiała się następująco:
- dystrykt warszawski

- - Arbeitsamt w Warszawie[a]
  - Arbeitsamt w Mińsku Mazowieckim
  - Arbeitsamt w Siedlcach
  - Arbeitsamt w Skierniewicach
  - Arbeitsamt w Sochaczewie
- dystrykt krakowski

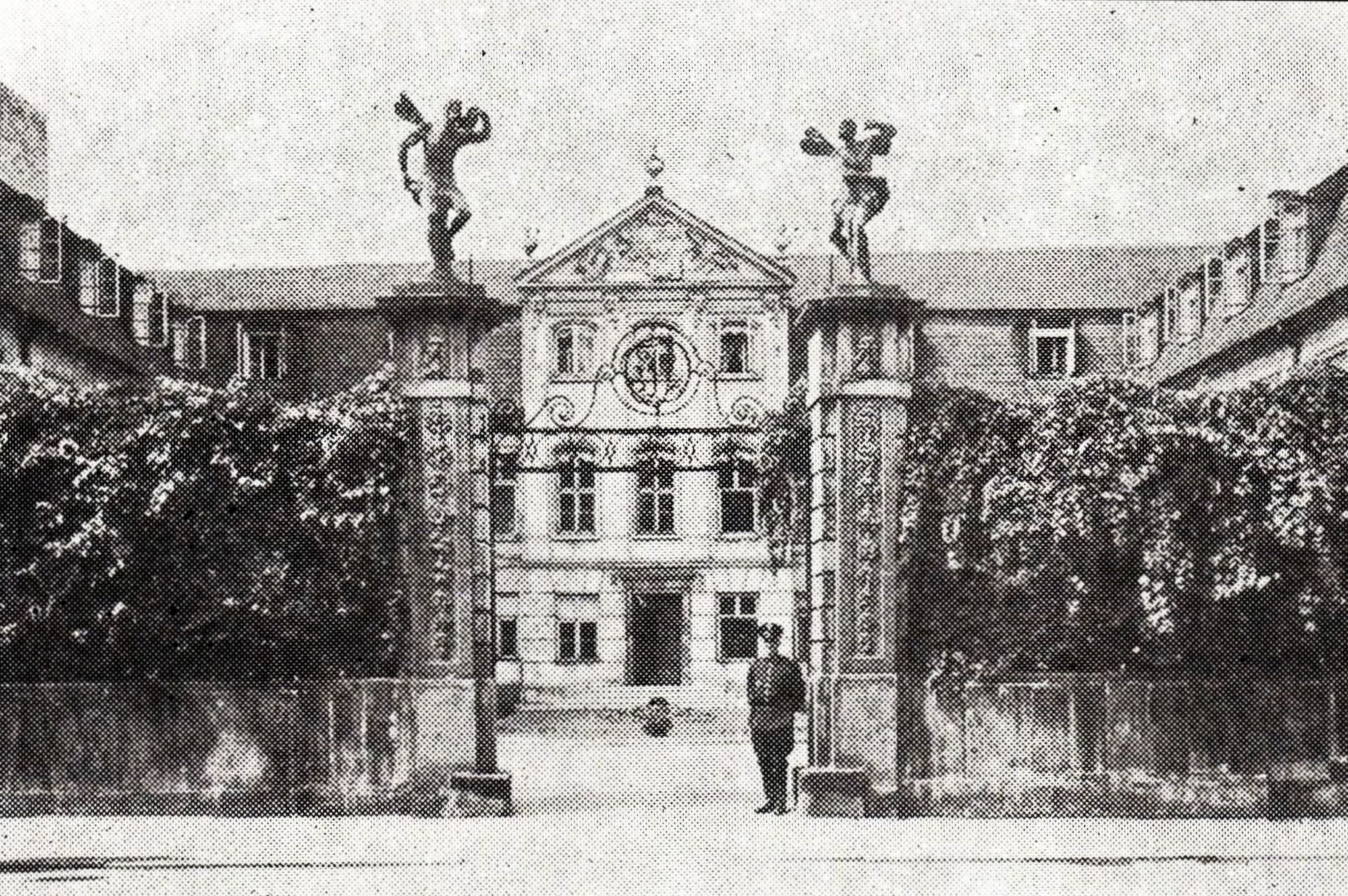
Pałac „Pod Czterema Wiatrami” w Warszawie, w którym w latach okupacji mieściła się siedziba Arbeitsamtu

  - Arbeitsamt w Krakowie, z filiami w Bochni, Krzeszowicach, Miechowie, Skawinie, Wieliczce i Wolbromiu
  - Arbeitsamt w Tarnowie, z filiami w Brzesku, Dębicy, Mielcu i Tarnobrzegu
  - Arbeitsamt w Rzeszowie, z filiami w Jarosławiu, Nisku i Przemyślu
  - Arbeitsamt w Jaśle, z filiami w Gorlicach, Krośnie, Sanoku i Nowym Żmigrodzie
  - Arbeitsamt w Nowym Sączu, z filiami w Krynicy, Nowym Targu i Zakopanem
- dystrykt lubelski
  - Arbeitsamt w Lublinie, z filiami w Kraśniku, Lubartowie i Puławach
  - Arbeitsamt w Białej Podlaskiej, z filią w Terespolu
  - Arbeitsamt w Chełmie, z filiami w Hrubieszowie i Krasnymstawie
  - Arbeitsamt w Łukowie, z placówkami pomocniczymi w Międzyrzecu, Stoczku Łukowskim i Żelechowie
  - Arbeitsamt w Zamościu, z filią w Tomaszowie Lubelskim
- dystrykt radomski

- - Arbeitsamt w Częstochowie
  - Arbeitsamt w Kielcach
  - Arbeitsamt w Końskiem

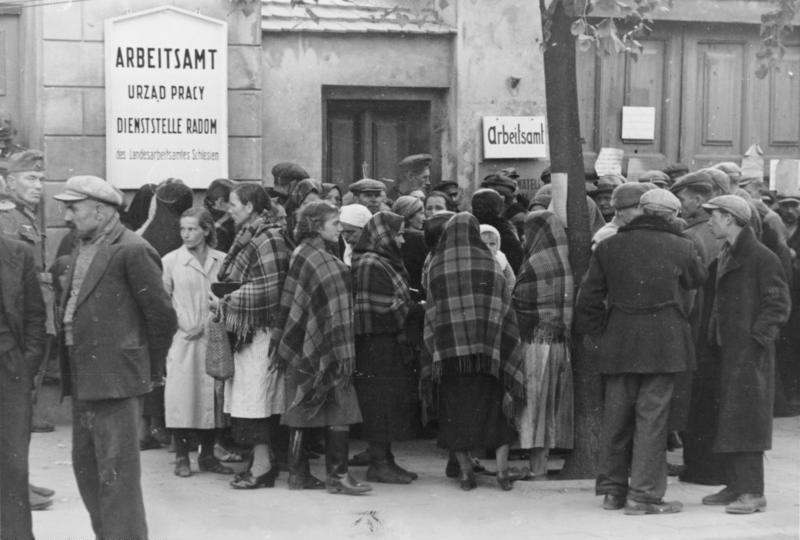
Polacy przed biurem Arbeitsamtu w okupowanym Radomu, 1939

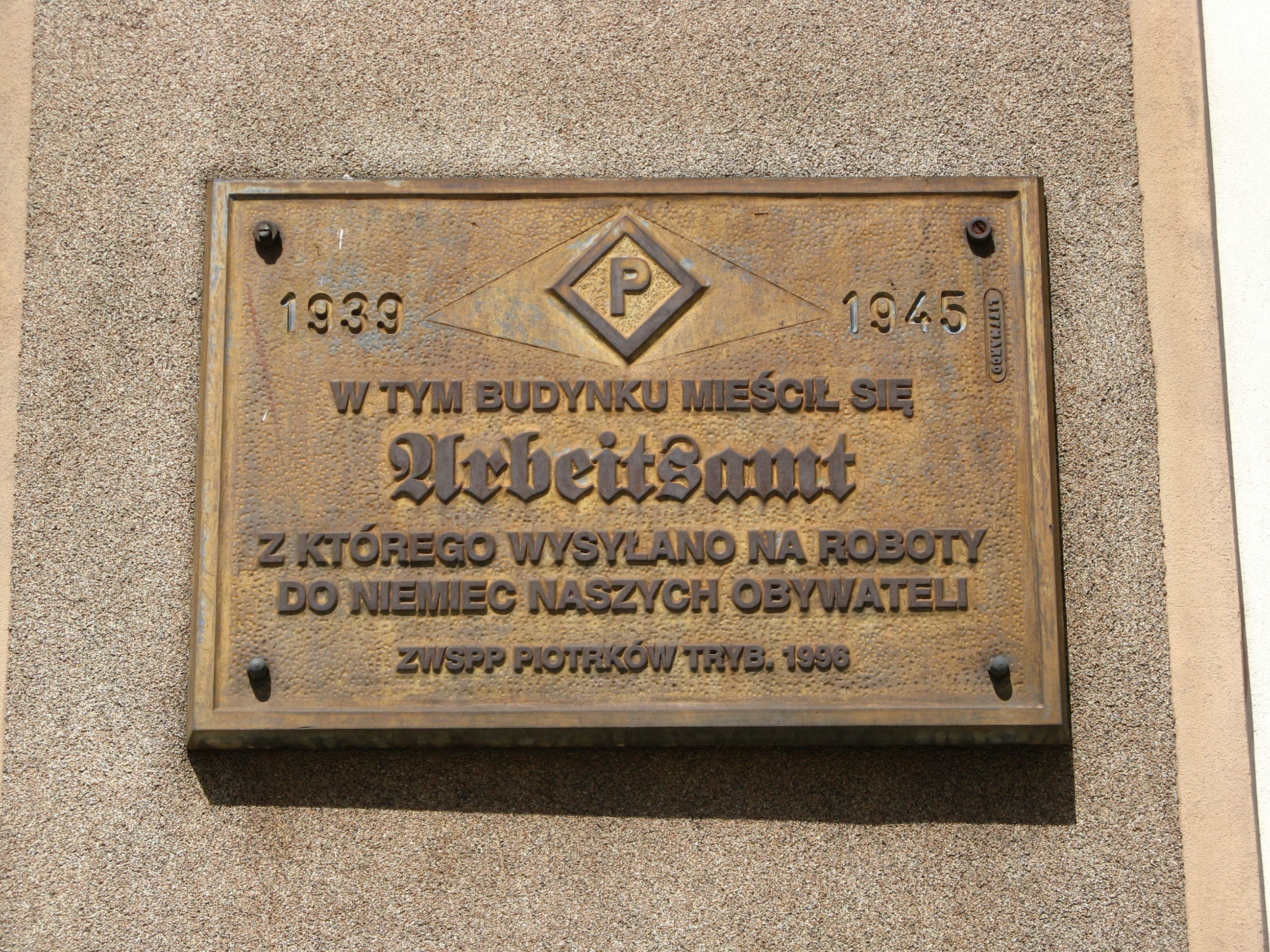
Tablica pamiątkowa w Piotrkowie Trybunalskim upamiętniająca działalność Arbeitsamtu w tym mieście

  - Arbeitsamt w Ostrowcu Świętokrzyskim
  - Arbeitsamt w Piotrkowie Trybunalskim
  - Arbeitsamt w Radomiu
  - Arbeitsamt w Radomsku
  - Arbeitsamt w Sandomierzu
- dystrykt Galicja (od 1941)
  - Arbeitsamt we Lwowie, z filiami w Kamionce Strumiłowej, Rawie Ruskiej i Sądowej Wiszni
  - Arbeitsamt w Drohobyczu, z filiami w Borysławiu, Samborze i Stryju
  - Arbeitsamt w Stanisławowie, z filiami w Kałuszu, Kołomyi i Rohatynie
  - Arbeitsamt w Tarnopolu, z filiami w Czortkowie, Brzeżanach i Złoczowie

Struktura ta nie miała jednak stałego charakteru. W lutym 1941 roku w Generalnym Gubernatorstwie działało 28 Arbeitsamtów, 79 filii i ponad 200 Stutzpunkte. Z kolei w marcu 1943 roku liczba urzędów pracy wynosiła 21, podczas gdy w przypadku filii i Stutzpunkte było to odpowiednio 82 i 300.

## Personel i wewnętrzna struktura organizacyjna
Wewnętrzna struktura organizacyjna Arbeitsamtów przedstawiała się następująco:
- wydział administracyjny – odpowiadał za wewnętrzne sprawy organizacyjne urzędu, jego budżet, księgowość i prowadzenie statystyk;
- wydział zatrudnienia (Arbeitseinsatzabteilung) – kluczowy wydział, odpowiadający za planowanie działań związanych z polityką zatrudnienia, wydawanie dyrektyw oraz przeprowadzanie „akcji bezpośrednich” w terenie. W jego kompetencjach leżało również wystawianie kart pracy oraz nadzór nad obozami przejściowymi;
- wydział zapomóg;
- wydział ochrony pracy, prawa pracy, kształtowania płac i ubezpieczeń społecznych.

W Generalnym Gubernatorstwie kierownikami Arbeitsamtów oraz ich filii mogli być wyłącznie niemieccy urzędnicy, którzy przybyli z III Rzeszy (Reichsdeutsche). W urzędach pracy zatrudniano również miejscowych volksdeutschów, przy czym najwyższym stanowiskiem, do którego mogli awansować, był kierownik placówki pomocniczej. Na najniższych stanowiskach bywali zatrudniani Polacy.

## Zadania i kompetencje

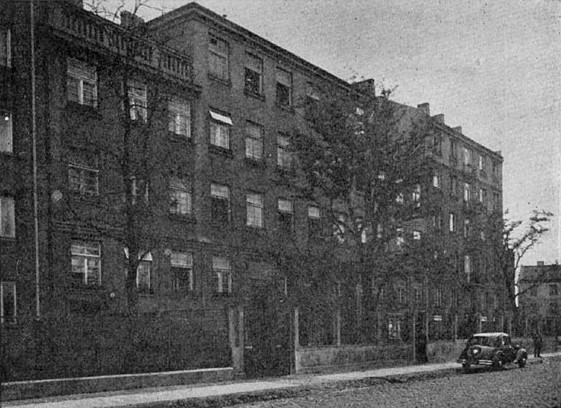
Obóz przejściowy przy ul. Skaryszewskiej 8 w Warszawie, z którego wywożono Polaków na roboty do Rzeszy. Tego typu obozy podlegały Arbeitsamtom

Jak wskazuje Wacław Jastrzębowski:

Głównym celem okupacyjnej administracji pracy było zewidencjonowanie całości sił roboczych kraju i zreglamentowania kształtowania się warunków pracy oraz wyboru miejsca pracy, a na tym podłożu zorganizowanie dostawy robotników polskich do robót przymusowych w Rzeszy.

Już jesienią 1939 roku na okupowanych ziemiach polskich Arbeitsamty przeprowadziły rejestrację bezrobotnych. Akcja ta umożliwiła im zewidencjonowanie polskiej siły roboczej. Osoby, które zgłosiły się do rejestracji – zachęcone perspektywą uzyskania zasiłków lub ofert pracy – były jako pierwsze kierowane do prac przymusowych, w tym wywożone na roboty do III Rzeszy. Jeżeli dana osoba zarejestrowała się jako bezrobotna z powodu choroby, niepełnosprawności lub czasowego unieruchomienia dotychczasowego zakładu pracy, Arbeitsamt mógł ją skierować na bezpłatne prace dorywcze (w wymiarze do 48 godzin w tygodniu).
Na okupowanych ziemiach polskich uchylono swobodę zawierania umów o pracę i swobodę wyboru miejsca pracy. Zmiana pracodawcy była każdorazowo uzależniona od zezwolenia Arbeitsamtu. Także pracodawca bez zgody Arbeitsamtu nie mógł zatrudnić bądź zwolnić pracownika – niezależnie od miejsca zatrudnienia czy formy stosunku pracy. Urzędy mogły również ingerować w stosunki między pracodawcą i pracownikiem (zwłaszcza w dziedzinie płac, urlopów i rozmaitych świadczeń) – przede wszystkim, aby nie dopuścić do sytuacji, w której praca dla miejscowego pracodawcy okazałaby się bardziej atrakcyjna niż wyjazd na roboty do Niemiec.
Arbeitsamty posiadały wyłączną kompetencję w dziedzinie kierowania Polaków do pracy. Między innymi były uprawnione do rozwiązywania umów o pracę i wyznaczania danemu pracownikowi (niekiedy nawet całej załodze danego zakładu) nowego miejsca zatrudnienia. Bez ich zgody uczeń nie miał prawa rozpocząć terminowania zawodu w zakładzie rzemieślniczym lub przemysłowym.

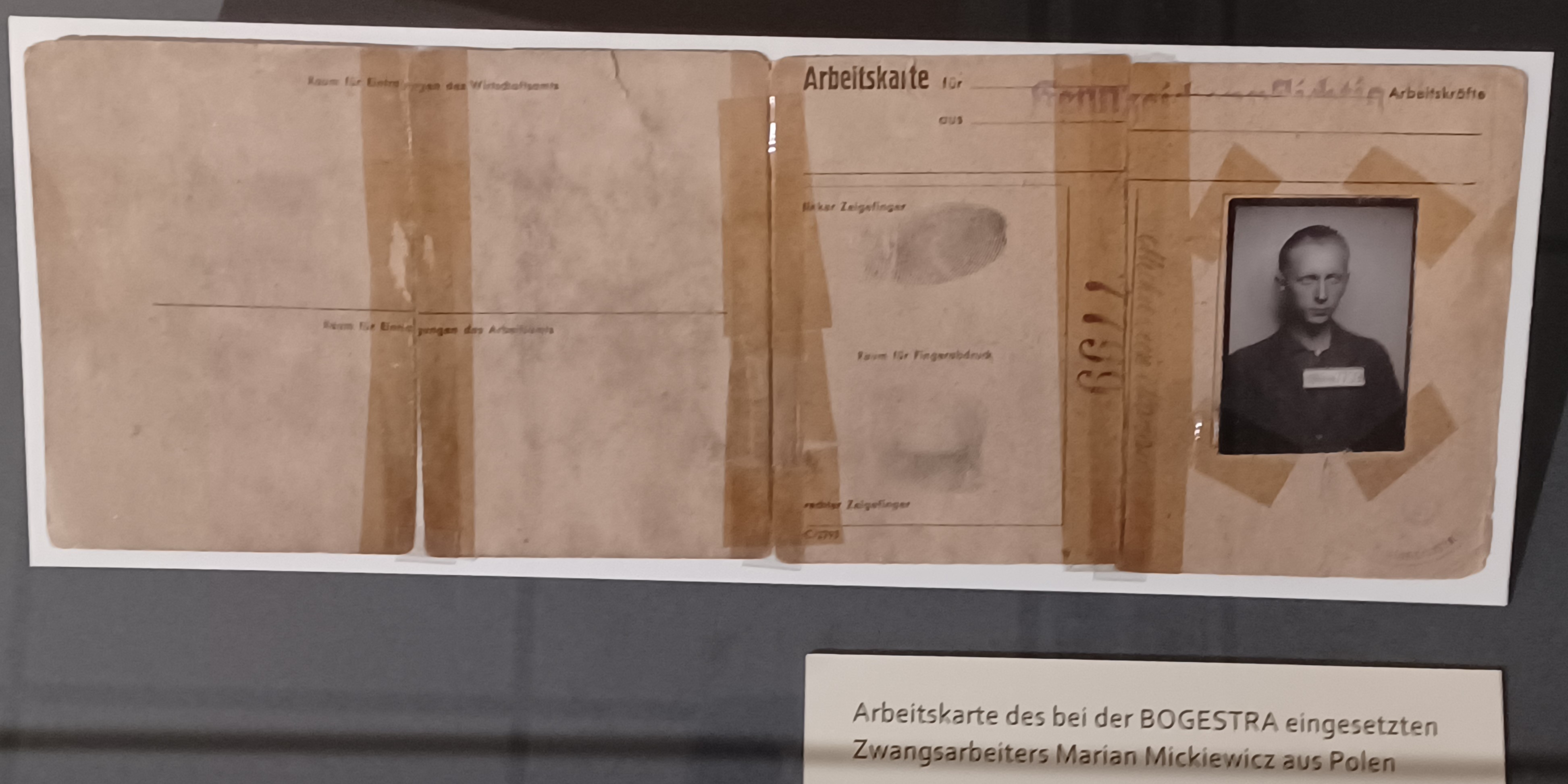
Arbeitskarte

Celem wzmocnienia kontroli zatrudnienia Arbeitsamty w Generalnym Gubernatorstwie wydawały tzw. karty pracy (Arbeitskarte). Zostały one wprowadzone pod koniec 1940 roku. Na ziemiach wcielonych do Rzeszy ich odpowiednikiem były książeczki pracy (Arbeitsbuch). Na karcie pracy pracodawca wpisywał dane o zatrudnieniu, podczas gdy pracownik otrzymywał z Arbeitsamtu zaświadczenie potwierdzające fakt posiadania karty (Beschäftigungsnachweis). Posiadanie Arbeitskarte było warunkiem sine qua non uzyskania legalnego zatrudnienia. W Generalnym Gubernatorstwie musieli ją posiadać także uczniowie szkół zawodowych i kursów przygotowawczych. Z kolei w Kraju Warty rejestracji w urzędzie pracy podlegały wszystkie polskie dzieci, które ukończyły 12 lat. Począwszy od 1941 roku na ziemiach wcielonych do Rzeszy od okazania Arbeitsbuch uzależniono wydawanie kartek żywnościowych i odzieżowych. W niektórych regionach Generalnego Gubernatorstwa rodziny osób, które nie zarejestrowały się w Arbeitsamcie, nie otrzymywały przydziału węgla.
Arbeitsamtom podlegały obozy przejściowe, w których koszarowano, a następnie wywożono do Niemiec kontyngenty robotników przymusowych. Jednym z nich był obóz przejściowy przy ul. Skaryszewskiej 8 w Warszawie. W trakcie oraz po zakończeniu powstania warszawskiego pracownicy Arbeitsamtu uczestniczyli w „selekcjach” i wywózkach osób zdolnych do pracy, które przeprowadzano w obozie przejściowym w Pruszkowie.
Arbeitsamtom podlegały miejsca nauki zawodu, których program nauczania był jednak tak skonstruowany, aby polscy pracownicy nie mogli uzyskać statusu robotnika wykwalifikowanego.
Kompetencje Arbeitsamtów obejmowały przede wszystkim sprawy związane z ewidencją i wykorzystaniem polskiej siły roboczej. W pierwszych miesiącach okupacji nie posiadały natomiast kontroli nad żydowskimi robotnikami, którzy pozostawali w tym okresie w gestii SS i Ordnungspolizei. Po pewnym czasie administracja cywilna uzyskała nadzór nad żydowską siłą roboczą, by jednak stracić go ponownie w połowie 1942 roku – po rozpoczęciu masowej eksterminacji Żydów. Ponadto urzędom pracy nie podlegał Baudienst.

## Metody działania
W metodach, które stosowały Arbeitsamty celem eksploatacji polskiej siły roboczej, można dostrzec pewne różnice regionalne. Dla przykładu na ziemiach wcielonych do Rzeszy nie prowadzono jakichkolwiek zabiegów, aby skłonić Polaków do dobrowolnych wyjazdów na roboty do Niemiec. Powszechnie stosowaną metodą było natomiast wystosowywanie przez Arbeitsamty imiennych wezwań do stawienia się w określonym czasie i miejscu, pod groźbą surowych kar, do wyjazdu w głąb Rzeszy. W pierwszych miesiącach okupacji władze niemieckie zdołały dokładnie zewidencjonować zdolnych do pracy Polaków. W dodatku m.in. dzięki wsparciu tamtejszej mniejszości niemieckiej zdołano uzyskać wysoki stopień policyjnej i administracyjnej kontroli nad ludnością polską. W konsekwencji imienne wezwania okazały się na ziemiach wcielonych bardzo skuteczną metodą i były stosowane do końca okupacji.
W Generalnym Gubernatorstwie urzędy pracy prowadziły początkowo samodzielną działalność, usiłując zachęcać Polaków do dobrowolnych wyjazdów na roboty do Niemiec. Gdy okazało się, że akcja propagandowa przynosi nikłe rezultaty, Niemcy zaczęli uciekać się do bardziej siłowych metod. Od tego momentu stale zacieśniała się współpraca Arbeitsamtów z niemieckimi formacjami policyjnymi i paramilitarnymi, a także z ogólną administracją gospodarczą.

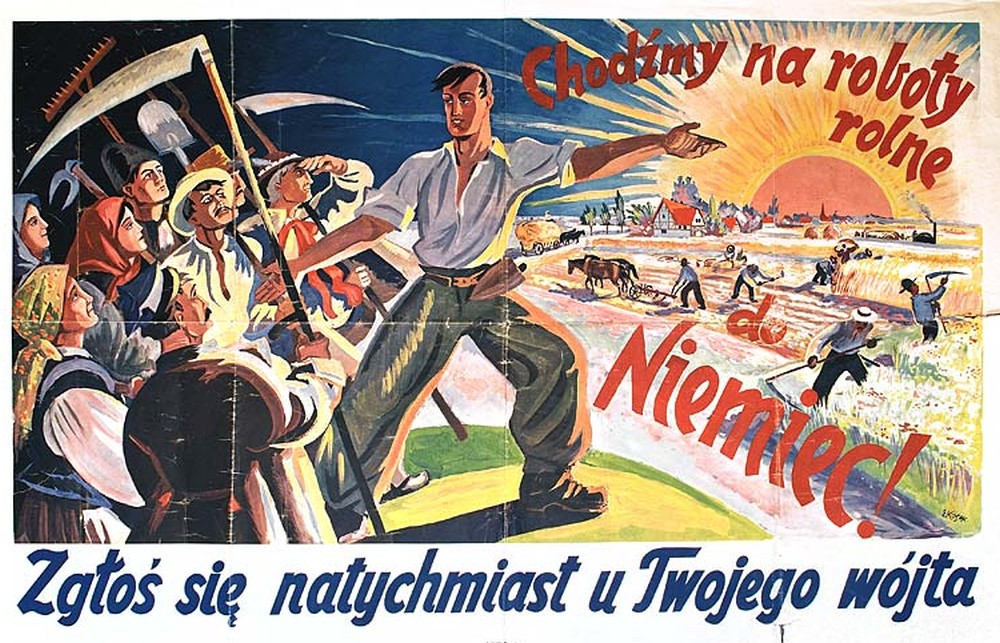
Niemiecki plakat propagandowy zachęcający do dobrowolnych wyjazdów na roboty rolne do Niemiec

Podobnie jak na ziemiach wcielonych, również w Generalnym Gubernatorstwie bardzo często stosowano imienne wezwania. Wiosną 1940 roku, podczas akcji werbunku na roboty rolne do Niemiec, polskich wójtów, sołtysów i burmistrzów zobowiązano do sporządzenia imiennych list osób przeznaczonych do wyjazdu. Jednocześnie nałożono na każdy powiat limit robotników. Na tej podstawie Arbeitsamty wysyłały następnie imienne wezwania do wyjazdu do pracy w III Rzeszy. Zawierały one nakaz stawienia się w określonym dniu i miejscu. Osobom bojkotującym wezwania, a także ich rodzinom, grożono karami, obejmującymi grzywnę, wstrzymanie świadczeń, konfiskatę majątku, uwięzienie lub deportację do obozu koncentracyjnego. Gminom, które nie dostarczyły żądanego kontyngentu, grożono zastosowaniem odpowiedzialności zbiorowej.
Inną metodą pozyskiwania siły roboczej, powszechnie stosowaną w Generalnym Gubernatorstwie, były łapanki, które urządzano na ulicach miast, a także na stacjach kolejowych. Organizowały je Arbeitsamty przy ścisłej współpracy z Ordnungspolizei, a czasami również z Wehrmachtem. Miały często bardzo brutalny charakter i nie omijały nawet kin, szkół oraz kościołów. Jednocześnie do końca okupacji nie zrezygnowano z zabiegów, aby skłonić Polaków do dobrowolnych wyjazdów na roboty.
Łapanki na roboty przymusowe odbywały się także na ziemiach wcielonych do Rzeszy, aczkolwiek znacznie rzadziej i przede wszystkim w dużych miastach, w których istniały większe możliwości uchylenia się od wezwań imiennych. Ponadto na wszystkich okupowanych obszarach częstą praktyką było, że przy okazji akcji pacyfikacyjnych lub wysiedleńczych część osób zdolnych do pracy była zatrzymywana i oddawana do dyspozycji Arbeitsamtów.
Zdaniem Jastrzębowskiego skuteczność działania Arbeitsamtów była niska. Szacował on, że tylko część oddanych do ich dyspozycji pracowników, być może nawet nie więcej jak 30%, wyjeżdżało ostatecznie na roboty do Niemiec. Pozostali byli w stanie uniknąć wywózki dzięki wręczeniu łapówki, ucieczce lub (najczęściej fałszywej) diagnozie lekarskiej. Czesław Łuczak wskazuje natomiast, że zdecydowanie większa, a w przypadku mniejszych miejscowości wręcz niemal stuprocentowa, była skuteczność działania Arbeitsamtów na ziemiach wcielonych do Rzeszy. Warunki konspiracyjne, a nawet możliwości omijania niemieckich zarządzeń, były tam bowiem znacznie trudniejsze.
Według szacunków Łuczaka w latach 1939–1945 wywieziono na roboty przymusowe do Niemiec blisko 2 826 500 obywateli polskich. Za pośrednictwem samego tylko Arbeitsamtu w Warszawie wywieziono około 86 tys. osób (9% ludności stolicy). W Częstochowie tylko między styczniem 1942 roku a grudniem 1944 roku miejscowy Arbeitsamt doprowadził do wywiezienia na roboty przymusowe 41 tys. osób.

## Polski ruch oporu wobec Arbeitsamtów
Od pierwszych miesięcy okupacji organizacje podziemne zachęcały ludność polską do biernego oporu wobec działań Arbeitsamtów. Wzywano do bojkotowania wezwań na roboty i ignorowania akcji werbunkowych. Demaskowano zabiegi nazistowskiej propagandy, która zachęcała Polaków do wyjazdu do Niemiec, roztaczając wizję rzekomo dobrych warunków bytowych, które miały oczekiwać na ochotników. Za pośrednictwem pism ulotnych instruowano społeczeństwo, jak skutecznie uniknąć deportacji. Niektórym osobom wydawano sfałszowane zaświadczenia o zatrudnieniu, chroniące przed wywózką na roboty.
Arbeitsamty były także celem akcji zbrojnych. Nasiliły się one zwłaszcza z początkiem 1943 roku. Oddziały partyzanckie Armii Krajowej i Batalionów Chłopskich atakowały urzędy i ich filie, demolowały lokale, niszczyły kartoteki ze spisami ludności przeznaczonej do wywózki na roboty. Co najmniej kilkanaście Arbeitsamtów padło ofiarą ataków partyzanckich. W Warszawie członkowie organizacji „Wawer” wybijali szyby i niszczyli witryny w biurach Arbeitsamtu i lokalach werbunkowych. Działania ruchu oporu wprowadzały poważne zakłócenia w funkcjonowaniu okupacyjnej administracji pracy, nierzadko skutecznie paraliżując werbunek na danym obszarze.
Urzędnicy Arbeitsamtów oraz szczególnie gorliwi werbownicy byli celami zamachów Podziemia. 9 kwietnia 1943 roku żołnierze Kedywu Obwodu „Praga” AK przeprowadzili udany zamach na szefa Arbeitsamtu w Waszawie, Curta Gregora Hoffmana. Z wyroku Polskiego Państwa Podziemnego zginęło również kilku innych funkcjonariuszy  warszawskiego Arbeitsamtu: Hugo Dietz (13 kwietnia 1943), Fritz Geist (10 maja 1943), Wilhelm Lübbert (1 lutego 1944) i Eugen Bollongino (8 czerwca 1944).
W raporcie z 12 kwietnia 1943 roku gubernator dystryktu warszawskiego Ludwig Fischer odnotował:

To, co obecnie zostało osiągnięte przez pracowników Wydziału Pracy oraz w urzędach pracy w Warszawie i dystrykcie warszawskim, zasługuje na najwyższe uznanie, gdyż wszystkim stojącym na posterunku Niemcom dzień w dzień grozi osobiście największe niebezpieczeństwo. W okresie sprawozdawczym dokonano zamachu na kierownika Wydziału Pracy, dyrektora rządowego Hoffmana [...] W kilku urzędach zamiejscowych zniszczono wszystkie akta, kartoteki, itd. Polski personel urzędów pracy jest systematycznie zastraszany i odchodzi z nich ze zrozumiałych względów.

Z kolei szef wydziału pracy w urzędzie gubernatora dystryktu radomskiego był zmuszony przyznać 26 maja 1943 roku, że „z powodu wpływu polskiego podziemia jakikolwiek rodzaj werbunku nie jest możliwy”.